# 瓦倫丁·羅貝熱
瓦倫丁·羅貝熱（法語：Valentin Roberge；1987年6月9日—）是一位法國足球運動員，在場上司職中後衛。他現在效力於英超球隊桑德蘭足球俱樂部。